# Altella opaca
Altella opaca là một loài nhện trong họ Dictynidae.
Loài này thuộc chi Altella. Altella opaca được Eugène Simon miêu tả năm 1910.